# Belgische kampioenschappen indoor atletiek 1992
In 1992 werden de Belgische kampioenschappen indoor atletiek Alle Categorieën gehouden op zondag 16 februari in Gent.

## Uitslagen

### 60 m
| rang   | atleet             | prestatie |
| ------ | ------------------ | --------- |
| Goud   | Patrick Stevens    | 6,80 s    |
| Zilver | Eric Lichtensztajn | 6,85 s    |
| Brons  | Samy Thomas        | 6,90 s    |

| rang   | atlete            | prestatie |
| ------ | ----------------- | --------- |
| Goud   | Valérie Denis     | 7,64 s    |
| Zilver | Ilse Denruyter    | 7,65 s    |
| Brons  | Kathleen Van Hove | 7,67 s    |

### 200 m
| rang   | atleet                 | prestatie |
| ------ | ---------------------- | --------- |
| Goud   | Erik Wijmeersch        | 21,70 s   |
| Zilver | Wim Van Avondt         | 21,85 s   |
| Brons  | Christophe Bourguignon | 22,05 s   |

| rang   | atlete            | prestatie |
| ------ | ----------------- | --------- |
| Goud   | Kathleen Van Hove | 24,45 s   |
| Zilver | Hilde Vervaet     | 24,86 s   |
| Brons  | Valérie Denis     | 25,09 s   |

### 400 m
| rang   | atleet           | prestatie |
| ------ | ---------------- | --------- |
| Goud   | Bart Carlier     | 47,68 s   |
| Zilver | Koen Verlinde    | 48,17 s   |
| Brons  | Olivier Melchior | 48,56 s   |

| rang   | atlete           | prestatie |
| ------ | ---------------- | --------- |
| Goud   | Martine Meersman | 54,71 s   |
| Zilver | Katrien Maenhout | 55,10 s   |
| Brons  | Chris Bastiaens  | 57,40 s   |

### 800 m
| rang   | atleet           | prestatie |
| ------ | ---------------- | --------- |
| Goud   | Frank Naudts     | 1.51,32   |
| Zilver | Patrick Grammens | 1.52,32   |
| Brons  | Mustapha Bakrim  | 1.52,45   |

| rang   | atlete           | prestatie |
| ------ | ---------------- | --------- |
| Goud   | Anneke Matthys   | 2.05,41   |
| Zilver | Linda Berghman   | 2.09,99   |
| Brons  | Ingeborg Huyssen | 2.10,67   |

### 1500 m
| rang   | atleet            | prestatie |
| ------ | ----------------- | --------- |
| Goud   | Christophe Impens | 3.42,04   |
| Zilver | Marc Corstjens    | 3.42,18   |
| Brons  | Rudy Vlasselaer   | 3.44,50   |

| rang   | atlete            | prestatie |
| ------ | ----------------- | --------- |
| Goud   | Anja Smolders     | 4.21,98   |
| Zilver | Laurence Roobaert | 4.27,33   |
| Brons  | Maria Byczkowska  | 4.28,79   |

### 3000 m
| rang   | atleet         | prestatie |
| ------ | -------------- | --------- |
| Goud   | Gino Van Geyte | 8.06,65   |
| Zilver | Nick Heremans  | 8.08,53   |
| Brons  | Geert Bouton   | 8.11,30   |

| rang   | atlete               | prestatie |
| ------ | -------------------- | --------- |
| Goud   | Andrea Laplasse      | 9.48,77   |
| Zilver | Mia Van Tongerloo    | 9.52,82   |
| Brons  | Marleen Van Aerschot | 9.57,24   |

### 60 m horden
| rang   | atleet         | prestatie |
| ------ | -------------- | --------- |
| Goud   | Huub Grossard  | 7,92 s    |
| Zilver | Johan Lisabeth | 7,98 s    |
| Brons  | Wim Vandeven   | 7,99 s    |

| rang   | atlete              | prestatie |
| ------ | ------------------- | --------- |
| Goud   | Caroline Delplancke | 8,35 s    |
| Zilver | Sylvia Dethier      | 8,36 s    |
| Brons  | Corinne De Vrye     | 8,60 s    |

### Verspringen
| rang   | atleet                  | prestatie |
| ------ | ----------------------- | --------- |
| Goud   | Rudi Vanlancker         | 7,52 m    |
| Zilver | Jean-Pierre Paternostre | 7,34 m    |
| Brons  | Erik Nys                | 7,33 m    |

| rang   | atlete           | prestatie |
| ------ | ---------------- | --------- |
| Goud   | Hilde Vervaet    | 6,34 m    |
| Zilver | Sandrine Hennart | 6,12 m    |
| Brons  | Veerle Jennes    | 6,08 m    |

### Hink-stap-springen
| rang   | atleet          | prestatie |
| ------ | --------------- | --------- |
| Goud   | Kedjeloba Mambo | 15,35 m   |
| Zilver | Bert Tomme      | 14,72 m   |
| Brons  | Eric Herman     | 14,72 m   |

| rang   | atlete              | prestatie |
| ------ | ------------------- | --------- |
| Goud   | Vinciane Wuidard    | 12,02 m   |
| Zilver | Kathleen Vriesacker | 11,88 m   |
| Brons  | Cécile Algoet       | 11,01 m   |

### Hoogspringen
| rang   | atleet            | prestatie |
| ------ | ----------------- | --------- |
| Goud   | Dimitri Maenhoudt | 2,17 m    |
| Zilver | Geert De Roose    | 2,10 m    |
| Brons  | Erik Nys          | 2,10 m    |

| rang   | atlete             | prestatie |
| ------ | ------------------ | --------- |
| Goud   | Natalja Jonckheere | 1,84 m    |
| Zilver | Heidi Paesen       | 1,82 m    |
| Brons  | Sabrina De Leeuw   | 1,80 m    |

### Polsstokhoogspringen
| rang   | atleet          | prestatie |
| ------ | --------------- | --------- |
| Goud   | Domitien Mestré | 5,10 m    |
| Zilver | Dirk Ledegen    | 5,00 m    |
| Brons  | Peter Moreels   | 5,00 m    |

### Kogelstoten
| rang   | atleet              | prestatie |
| ------ | ------------------- | --------- |
| Goud   | Stephan Ulrich      | 16,31 m   |
| Zilver | Kurt Boffel         | 15,71 m   |
| Brons  | Marian Leskoviansky | 15,47 m   |

| rang   | atlete             | prestatie |
| ------ | ------------------ | --------- |
| Goud   | Greet Meulemeester | 15,28 m   |
| Zilver | Veerle Blondeel    | 13,91 m   |
| Brons  | Helen Weidum       | 13,73 m   |

1985 ·
1986 ·
1987 ·
1988 ·
1989 ·
1990 ·
1991 ·
1992 ·
1993 .
1994 ·
1995 .
1996 ·
1997 ·
1998 .
1999 ·
2000 .
2001 · 
2002 · 
2003 · 
2004 · 
2005 · 
2006 · 
2007 · 
2008 · 
2009 · 
2010 · 
2011 · 
2012 · 
2013 · 
2014 ·
2015 ·
2016 ·
2017 ·
2018 ·
2019 ·
2020 ·
2021 ·
2022 ·
2023 ·
2024 ·
2025